# Чемпионат мира по шоссейным велогонкам 2021 — групповая гонка (юниорки)
Групповая гонка у юниорок на чемпионате мира по шоссейному велоспорту 2021 года прошла 25 сентября в бельгийском регионе Фландрия. 

## Участники
| Национальные сборные (37)- США U19 - Нидерланды U19 - Германия U19 - Финляндия U19 - Франция U19 - Великобритания U19 - Италия U19 - Чехия U19 - Россия U19 - Испания U19 - Швейцария U19 - Бельгия U19 - ЮАР U19 - Канада U19 - Португалия U19 - Словакия U19 - Эстония U19 - Норвегия U19 - Швеция U19 - Литва U19 - Латвия U19 - Австрия U19 - Сальвадор U19 - Словения U19 - Казахстан U19 - Эквадор U19 - Польша U19 - Дания U19 - Ирландия U19 - Болгария U19 - Кипр U19 - Коста-Рика U19 - Мексика U19 - Узбекистан U19 - Колумбия U19 - Украина U19 - Люксембург U19 |
| |

## Маршрут
Маршрут гонки был проложен во Фламандском Брабанте. Старт и финиш располагался в Лёвене, а сама трасса представляла 15,5-километровой круг через город Лёвен. Профиль круговой трассы технический, извилистый со множеством поворотов, имел холмистый профиль с четырьмя подъёмами.
Первым располагался подъём Keizersberg (протяжённость 300 метров, средний градиент 6,2%), вершина которого находилась за 10,5 км до финишной черты. Затем после нескольких поворотов начинался второй подъём Decouxlaan (протяжённость 400 метров, средний градиент 4,3%) за 7,2 км до финишной черты. Далее очередная череда поворотов перед третьим подъёмом Wijnpers (протяжённость 300 метров, средний градиент 6,2%) который располагался за 5,7 км км до финиша. Сразу после него резкий поворот и разворот на 180о, после чего шёл спуск по широкой кольцевой дороге заканчивавшим крутым левым поворотом за 3,2 км до финиша. Затем небольшой ровный 1,5 км участок с несколькими поворотами выводящий к четвёртому подъёму Sint-Antoniusber с брусчатым покрытием (протяжённость 200 метров, средний градиент 5,7%) наверху которого располагался ещё один поворот и далее спуск к флам ружу. За 800 метров до финиша располагался последний поворот, после которого предстояло преодолеть сначала 400 метром в тягун (средний градиент 2,2%, максимальный 5%), а затем последние 400 метров по прямой.
Всего предстояло преодолеть 5 кругов. Общая протяженность маршрута составила 75 километров.

| № | Название         | Длина (м) | Средний % |
| - | ---------------- | --------- | --------- |
| 1 | Keizersberg      | 300       | 6,2%      |
| 2 | Decouxlaan       | 400       | 4,3%      |
| 3 | Wijnpers         | 300       | 6,2%      |
| 4 | Sint-Antoniusber | 200       | 5,7%      |

## Результаты
| \| Генеральная классификация \| Генеральная классификация \| Генеральная классификация \| Генеральная классификация \| Генеральная классификация \| \| Гонщик \| Гонщик \| Команда \| Время \| \| \| ------------------------- \| ------------------------- \| ------------------------- \| ------------------------- \| ------------------------- \| \| 1-й \| Зои Бяcкстедт \| Великобритания U19 \| 1ч 55' 33 \| \| \| 2-й \| Кайя Шмид \| США U19 \| + 0 \| \| \| 3-й \| Линда Ридманн \| Германия U19 \| + 57 \| \| \| 4-й \| Элиза Уйен \| Нидерланды U19 \| + 57 \| \| \| 5-й \| Макайла Макферсон \| США U19 \| + 57 \| \| \| 6-й \| Милли Кузенс \| Великобритания U19 \| + 57 \| \| \| 7-й \| Марит Ванхове \| Бельгия U19 \| + 57 \| \| \| 8-й \| Эглантин Райе \| Франция U19 \| + 57 \| \| \| 9-й \| Элеонора Чиабокко \| Италия U19 \| + 57 \| \| \| 10-й \| Мийнтье Гёртс \| Нидерланды U19 \| + 57 \| \| |                   |                    |           |
| |                   |                    |           |
| Источник: ProCyclingStats |                   |                    |           |
| Генеральная классификация |                   |                    |           |
| Гонщик | Гонщик            | Команда            | Время     |
| 1-й | Зои Бяcкстедт     | Великобритания U19 | 1ч 55' 33 |
| 2-й | Кайя Шмид         | США U19            | + 0       |
| 3-й | Линда Ридманн     | Германия U19       | + 57      |
| 4-й | Элиза Уйен        | Нидерланды U19     | + 57      |
| 5-й | Макайла Макферсон | США U19            | + 57      |
| 6-й | Милли Кузенс      | Великобритания U19 | + 57      |
| 7-й | Марит Ванхове     | Бельгия U19        | + 57      |
| 8-й | Эглантин Райе     | Франция U19        | + 57      |
| 9-й | Элеонора Чиабокко | Италия U19         | + 57      |
| 10-й | Мийнтье Гёртс     | Нидерланды U19     | + 57      |